# The X Factor (első évad)
A The X Factor egy brit televíziós zenei vetélkedő, melynek célja új tehetségek felkutatása; a nyertes a Syco Music lemezkiadónál nyer szerződést. A műsor első évada 2004. szeptember 4-től december 11-ig tartott. A versenynek több szakasza volt: meghallgatások, tábor és élő adások, Simon Cowell, Sharon Osbourne, Louis Walsh zsűritagok mellett. Az évadot Steve Brookstein nyerte, aki néhány toplistás sikert ért el. A második helyezett, a G4 két platinalemezt adott ki, mielőtt 2007-ben feloszlott. A nyertes mentor Cowell volt, viszont később beismerte, igazából Walsh nyerte a versenyt a G4-al. Brookstein később elvált a kiadótól, mivel Cowell ragaszkodott a feldolgozásokhoz, míg Steve inkább saját anyagokat szándékozott felvenni.

## A kiválasztás menete

### A meghallgatások
A meghallgatásokat reklámokban, újságokban, magazinokban hirdették, kiemelve, az új műsorba csapatok is jelentkezhetnek, viszont fontos az
A meghallgatások első epizódját 2004. szeptember 4-én mutatták, Leedsben és Londonban jártak a mentorok. A második részt egy héttel később adták le, amikor is Newcastleben hallgatták meg a jelentkezőket. 18-án a harmadik részt adták le, majd 25-én a negyediket, az utolsó, ötödik részt pedig október 2-án.

### A tábor, mentorok háza
A kezdeti meghallgatások után minden mentor kapott egy kategóriát:
- Simon Cowell: 25 felett
- Sharon Osbourne: 16-24 között
- Louis Walsh: csapatok

A táboros meghallgatásokat 2004. október 9-én és 16-án vetítették. Minden mentor tizenkettő jelentkezőt választott kategóriájában, majd a táborban öt továbbjutót kellett keresniük. Minden mentor három versenyzőt választhatott, akiket magával visz az élő adásokba.

## Döntősök
A döntőbe került kilence versenyző, akkori életkorukkal:
Jelzések:
       győztes
       második
       kiesett
| Kategória (Mentor)             | Versenyzők            | Versenyzők          | Versenyzők            | Versenyzők |
| ------------------------------ | --------------------- | ------------------- | --------------------- | ---------- |
| 16–24 között (Sharon Osbourne) | Tabby Callaghan, (23) | Cassie Compton (17) | Roberta Howett, (23)  |            |
| 25 felett (Simon Cowell)       | Steve Brookstein (35) | Verity Keays (50)   | Rowetta Satchell (38) |            |
| Csapatok (Louis Walsh)         | 2 To Go               | G4                  | Voices With Soul      |            |

Notes: 
A 2 To Go tagjai: Peter Jones (24), Emma Paine (23), 

A G4 tagjai: Matthew Stiff (24), Jonathan Ansell (22), Michael Christie (23), Ben Thapa (22), 

A Voices With Soul tagjai: Grace, Hildia, és Corene Campbell. 

## Élő show-k
A döntők két élő showból álltak szombat esténként. Az első heteken minden  versenyző egy dalt adott elő, mely után a közönség arra szavazott, akit tovább akart juttatni a műsorba. A későbbi műsorban a két legkevesebb szavazatot szerző jelentkezőnek kellett énekelnie, hogy a három mentor eldönthesse, ki jusson tovább.
A hatodik héten megváltozott a műsor: minden versenyző kétszer lépett fel, és a legkevesebb szavazatot szerző versenyző előadó rögtön kiesett a show második felében, a mentoroknak nem volt lehetőségük bárkit is megmenteni.
Az élő adások 2004. október 23-án kezdődtek, és december 11-én értek véget.

### Összesített eredmények
Színkódok:
| – mentora Cowell (25 felettiek)         | – Győztes                                                                         |
| – mentora Osbourne (16-24 között)       | – II. helyezett                                                                   |
| – mentora Walsh (Csapatok)              | – A két legkevesebb szavazatot begyűjtő versenyző, akiknek később énekelniük kell |
| – A versenyző egyenes ágon továbbjutott | – A legkevesebb szavazatot begyűjtő versenyző (a 6. héttől)                       |
|                                         | – A verseny győztese (lentebb)                                                    |
|                                         | – A heti első helyezett                                                           |
|            |                                  | 1. hét                                   | 2. hét                                 | 3. hét                            | 4. hét                                     | 5. hét                                   | 6. hét | 7. hét | 8. hét |
| ---------- | -------------------------------- | ---------------------------------------- | -------------------------------------- | --------------------------------- | ------------------------------------------ | ---------------------------------------- | --- | --- | --- |
|            | Steve Brookstein                 | Továbbjutott                             | Továbbjutott                           | Továbbjutott                      | Továbbjutott                               | Továbbjutott                             | Továbbjutott | Továbbjutott | Győztes |
|            | G4                               | Továbbjutott                             | Továbbjutott                           | Továbbjutott                      | Utolsó kettő                               | Továbbjutott                             | Továbbjutott | Továbbjutott | II. helyezett |
|            | Tabby Callaghan                  | Továbbjutott                             | Továbbjutott                           | Továbbjutott                      | Továbbjutott                               | Utolsó kettő                             | Továbbjutott | 3. hely | Kiesett (7. hét) |
|            | Rowetta Satchell                 | Továbbjutott                             | Továbbjutott                           | Továbbjutott                      | Továbbjutott                               | Továbbjutott                             | 4. hely | Kiesett (6. hét) | Kiesett (6. hét) |
|            | Cassie Compton                   | Továbbjutott                             | Továbbjutott                           | Továbbjutott                      | Továbbjutott                               | Utolsó kettő                             | Kiesett (5. hét) | Kiesett (5. hét) | Kiesett (5. hét) |
|            | Voices With Soul                 | Utolsó kettő                             | Továbbjutott                           | Utolsó kettő                      | Utolsó kettő                               | Kiesett (4. hét)                         | Kiesett (4. hét) | Kiesett (4. hét) | Kiesett (4. hét) |
|            | 2 To Go                          | Továbbjutott                             | Utolsó kettő                           | Utolsó kettő                      | Kiesett (3. hét)                           | Kiesett (3. hét)                         | Kiesett (3. hét) | Kiesett (3. hét) | Kiesett (3. hét) |
|            | Verity Keays                     | Továbbjutott                             | Utolsó kettő                           | Kiesett (2. hét)                  | Kiesett (2. hét)                           | Kiesett (2. hét)                         | Kiesett (2. hét) | Kiesett (2. hét) | Kiesett (2. hét) |
|            | Roberta Howett                   | Utolsó kettő                             | Kiesett (1. hét)                       | Kiesett (1. hét)                  | Kiesett (1. hét)                           | Kiesett (1. hét)                         | Kiesett (1. hét) | Kiesett (1. hét) | Kiesett (1. hét) |
|            |                                  |                                          |                                        |                                   |                                            |                                          | | | |
| Párbajozók | Párbajozók                       | Roberta Howett , Voices With Soul        | 2 To Go, Verity Keays                  | 2 To Go, Voices With Soul         | G4, Voices With Soul                       | Cassie Compton, Tabby Callaghan          | Nincs utolsó két helyezett, a zsűri sem dönt, a nézők szavazata alapján derül ki, hogy ki esik ki és ki nyeri meg a versenyt | Nincs utolsó két helyezett, a zsűri sem dönt, a nézők szavazata alapján derül ki, hogy ki esik ki és ki nyeri meg a versenyt | Nincs utolsó két helyezett, a zsűri sem dönt, a nézők szavazata alapján derül ki, hogy ki esik ki és ki nyeri meg a versenyt |
|            | Cowell szavazata (ki essen ki)   | Roberta Howett                           | 2 To Go                                | –[a]                              | G4                                         | Cassie Compton                           | Nincs utolsó két helyezett, a zsűri sem dönt, a nézők szavazata alapján derül ki, hogy ki esik ki és ki nyeri meg a versenyt | Nincs utolsó két helyezett, a zsűri sem dönt, a nézők szavazata alapján derül ki, hogy ki esik ki és ki nyeri meg a versenyt | Nincs utolsó két helyezett, a zsűri sem dönt, a nézők szavazata alapján derül ki, hogy ki esik ki és ki nyeri meg a versenyt |
|            | Osbourne szavazata (ki essen ki) | Voices With Soul                         | Verity Keays                           | 2 To Go                           | Voices With Soul                           | –[b]                                     | Nincs utolsó két helyezett, a zsűri sem dönt, a nézők szavazata alapján derül ki, hogy ki esik ki és ki nyeri meg a versenyt | Nincs utolsó két helyezett, a zsűri sem dönt, a nézők szavazata alapján derül ki, hogy ki esik ki és ki nyeri meg a versenyt | Nincs utolsó két helyezett, a zsűri sem dönt, a nézők szavazata alapján derül ki, hogy ki esik ki és ki nyeri meg a versenyt |
|            | Walsh szavazata (ki essen ki)    | Roberta Howett                           | Verity Keays                           | 2 To Go                           | Voices With Soul                           | Cassie Compton                           | Nincs utolsó két helyezett, a zsűri sem dönt, a nézők szavazata alapján derül ki, hogy ki esik ki és ki nyeri meg a versenyt | Nincs utolsó két helyezett, a zsűri sem dönt, a nézők szavazata alapján derül ki, hogy ki esik ki és ki nyeri meg a versenyt | Nincs utolsó két helyezett, a zsűri sem dönt, a nézők szavazata alapján derül ki, hogy ki esik ki és ki nyeri meg a versenyt |
| Kieső      | Kieső                            | Roberta Howett 2 a 3 szavazatból többség | Verity Keays 2 a 3 szavazatból többség | 2 To Go 2 a 2 szavazatból többség | Voices With Soul 2 a 3 szavazatból többség | Cassie Compton 2 a 2 szavazatból többség | Rowetta Satchell | Tabby Callaghan | G4 II. helyezett |
| Kieső      | Kieső                            | Roberta Howett 2 a 3 szavazatból többség | Verity Keays 2 a 3 szavazatból többség | 2 To Go 2 a 2 szavazatból többség | Voices With Soul 2 a 3 szavazatból többség | Cassie Compton 2 a 2 szavazatból többség | Rowetta Satchell | Tabby Callaghan | Steve Brookstein Győztes |

- ↑ a:  Cowell nem szavazott, mivel Osbourne és Walsh már a 2 To Go-ra szavazott, hogy kiessen.
- ↑ b: Osbourne nem szavazott, mivel Cowell és Walsh már Cassiere szavazott, hogy kiessen.

### A döntők listája

#### 1. hét (október 23.)
| Sorrend | Versenyző        | Dal (eredeti előadó)                                         | Eredmény     |
| ------- | ---------------- | ------------------------------------------------------------ | ------------ |
| 1       | Voices with Soul | Ain't No Mountain High Enough (Marvin Gaye és Tammi Terrell) | Utolsó kettő |
| 2       | Verity Keays     | I Will Always Love You (Dolly Parton)                        | Biztonságban |
| 3       | Roberta Howett   | Superstar (The Carpenters)                                   | Kiesett      |
| 4       | 2 To Go          | Don't Know Much (Linda Ronstadt és Aaron Neville)            | Biztonságban |
| 5       | Steve Brookstein | When a Man Loves a Woman (Percy Sledge)                      | Biztonságban |
| 6       | Cassie Compton   | Alfie (Cher)                                                 | Biztonságban |
| 7       | G4               | Everybody Hurts (R.E.M.)                                     | Biztonságban |
| 8       | Rowetta Satchell | You Don't Have to Say You Love Me (Dusty Springfield)        | Biztonságban |
| 9       | Tabby Callaghan  | You Really Got Me (The Kinks)                                | Biztonságban |

A zsűri szavazata arról, hogy ki essen ki:
- Sharon Osbourne: Voices with Soul
- Louis Walsh: Roberta Howett
- Simon Cowell: Roberta Howett

#### 2. hét (október 30.)
| Sorrend | Versenyző        | Dal (eredeti előadó)                                         | Eredmény     |
| ------- | ---------------- | ------------------------------------------------------------ | ------------ |
| 1       | Rowetta Satchell | I Still Haven't Found What I'm Looking For (U2)              | Biztonságban |
| 2       | 2 To Go          | Always (Atlantic Starr)                                      | Utolsó kettő |
| 3       | Cassie Compton   | Without You (No Dice)                                        | Biztonságban |
| 4       | Verity Keays     | Wind Beneath My Wings (Bette Midler)                         | Kiesett      |
| 5       | G4               | Don't Look Back in Anger (Oasis)                             | Biztonságban |
| 6       | Tabby Callaghan  | My Oh My (Slade)                                             | Biztonságban |
| 7       | Steve Brookstein | If You Don't Know Me By Now (Harold Melvin & the Blue Notes) | Biztonságban |
| 8       | Voices with Soul | (You Make Me Feel Like) A Natural Woman (Aretha Franklin)    | Biztonságban |

A zsűri szavazata arról, hogy ki essen ki:
- Louis Walsh: Verity Keays
- Simon Cowell: 2 to Go
- Sharon Osbourne: Verity Keays

#### 3. hét (november 6.)
| Sorrend | Versenyző        | Dal (eredeti előadó)                                            | Eredmény     |
| ------- | ---------------- | --------------------------------------------------------------- | ------------ |
| 1       | Tabby Callaghan  | Addicted to Love (Robert Palmer)                                | Biztonságban |
| 2       | Voices with Soul | Bridge Over Troubled Water (Simon & Garfunkel)                  | Utolsó kettő |
| 3       | Steve Brookstein | Smile (Nat King Cole)                                           | Biztonságban |
| 4       | 2 To Go          | (I've Had) The Time of My Life (Bill Medley és Jennifer Warnes) | Kiesett      |
| 5       | Cassie Compton   | I Say a Little Prayer (Dionne Warwick)                          | Biztonságban |
| 6       | Rowetta Satchell | Over the Rainbow (Judy Garland)                                 | Biztonságban |
| 7       | G4               | ...Baby One More Time (Britney Spears)                          | Biztonságban |

A zsűri szavazata arról, hogy ki essen ki:
- Louis Walsh: 2 to Go
- Sharon Osbourne: 2 to Go
- Simon Cowell: Nem szavazott, mivel már a többség döntött.

#### 4. hét (november 13.)
| Sorrend | Versenyző        | Dal (eredeti előadó)                                   | Eredmény     |
| ------- | ---------------- | ------------------------------------------------------ | ------------ |
| 1       | G4               | Circle of Life (Elton John)                            | Utolsó kettő |
| 2       | Rowetta Satchell | MacArthur Park (Richard Harris)                        | Biztonságban |
| 3       | Tabby Callaghan  | I Don't Want to Miss a Thing (Aerosmith)               | Biztonságban |
| 4       | Voices With Soul | Lady Marmalade (Labelle)                               | Kiesett      |
| 5       | Cassie Compton   | Hero (Mariah Carey)                                    | Biztonságban |
| 6       | Steve Brookstein | Help Me Make It Through The Night (Kris Kristofferson) | Biztonságban |

A zsűri szavazata arról, hogy ki essen ki:
- Simon Cowell: G4
- Sharon Osbourne: Voices with Soul
- Louis Walsh: Voices with Soul

#### 5. hét (november 20.)
| Sorrend | Versenyző        | Dal (eredeti előadó)                | Eredmény     |
| ------- | ---------------- | ----------------------------------- | ------------ |
| 1       | Steve Brookstein | Let's Stay Together (Al Green)      | Biztonságban |
| 2       | Cassie Compton   | All by Myself (Eric Carmen)         | Kiesett      |
| 3       | G4               | My Way (Frank Sinatra)              | Biztonságban |
| 4       | Tabby Callaghan  | Sweet Child o’ Mine (Guns N’ Roses) | Utolsó kettő |
| 5       | Rowetta Satchell | Somewhere (Pet Shop Boys)           | Biztonságban |

A zsűri szavazata arról, hogy ki essen ki:
- Sharon Osbourne: Nem szavazott.
- Louis Walsh: Cassie Compton
- Simon Cowell: Cassie Compton

#### 6. hét (november 27.)
| Sorrend | Előadó           | Első dal                                       | Második dal                                       | Eredmény     |
| ------- | ---------------- | ---------------------------------------------- | ------------------------------------------------- | ------------ |
| 1       | Rowetta Satchell | River Deep - Mountain High (Ike & Tina Turner) | When You Tell Me That You Love Me (Diana Ross)    | Kiesett      |
| 2       | G4               | You'll Never Walk Alone (Christine Johnson)    | Somebody to Love (Queen)                          | Biztonságban |
| 3       | Steve Brookstein | I Get the Sweetest Feeling (Jackie Wilson)     | If I Could Turn Back the Hands of Time (R. Kelly) | Biztonságban |
| 4       | Tabby Callaghan  | More Than Words (Extreme)                      | Livin' on a Prayer (Bon Jovi)                     | Biztonságban |

- Ezen a héten nem volt párbaj; a legkevesebb szavazatot szerző versenyző automatikusan kiesett. Minden előadó két dalt adott elő.

#### 7. hét (december 4.)
| Sorrend | Előadó           | Első dal                              | Második dal                            | Eredmény     |
| ------- | ---------------- | ------------------------------------- | -------------------------------------- | ------------ |
| 1       | Tabby Callaghan  | Pride (In the Name of Love) (U2)      | Sailing (The Sutherland Bros. Band)    | Kiesett      |
| 2       | Steve Brookstein | Have I Told You Lately (Van Morrison) | Greatest Love of All (Whitney Houston) | Biztonságban |
| 3       | G4               | O Holy Night (Mariah Carey)           | Bohemian Rhapsody (Queen)              | Biztonságban |

#### 8. hét (döntő, december 11.)
| Sorrend | Előadó           | Első dal                                                       | Második dal               | Harmadik dal                                            | Eredmény      |
| ------- | ---------------- | -------------------------------------------------------------- | ------------------------- | ------------------------------------------------------- | ------------- |
| 1       | Steve Brookstein | (Your Love Keeps Lifting Me) Higher and Higher (Jackie Wilson) | Smile (Charlie Chaplin)   | Against All Odds (Take a Look at Me Now) (Phil Collins) | Győztes       |
| 2       | G4               | Nessun Dorma                                                   | Bohemian Rhapsody (Queen) | Creep (Radiohead)                                       | II. helyezett |